# Kim Jae-joong
Kim Jae-joong (Hangul: 김재중; Hán tự: 金在中; Hán-Việt: Kim Tại Trung; sinh ngày 26 tháng 1 năm 1986), thường được biết đến với nghệ danh Hero hay Hero Jaejoong tại Nhật Bản và Hàn Quốc, là một nam ca sĩ-nhạc sĩ, diễn viên Hàn Quốc. Anh cũng là cựu thành viên của nhóm nhạc TVXQ và hiện tại đang hoạt động dưới danh nghĩa là thành viên của nhóm nhạc JYJ.

## Tiểu sử
Kim Jae-joong, tên khai sinh là Han Jae-joon (Hangul: 한재준; Hanja: 韩在俊), sinh ra tại Gongju, Chungcheongnam-do, Hàn Quốc. Ban đầu, ngày sinh thật của Jaejoong được mẹ ruột của anh tiết lộ sau này là ngày 4 tháng 2. Tuy nhiên, Jaejoong đã khẳng định rằng ngày sinh thật của anh mới là ngày 26 tháng 1. Anh được một gia đình họ Kim nhận nuôi từ khi còn nhỏ, vì vậy mà anh đã đổi tên mình là Kim Jaejoong.
Năm 16 tuổi, Jaejoong quyết tâm rời quê hương lên Seoul thực hiện ước mơ làm ca sĩ của mình. Cuộc sống của anh tại Seoul lúc đó cực kỳ khó khăn, bởi vì anh thường xuyên bị chủ nhà đe doạ đuổi ra khỏi nhà nếu anh không thanh toán đủ tiền phòng trọ. Để có thể kiếm được 150.000 won để trả tiền thuê nhà, anh ấy đã phải làm nhiều công việc khác nhau. Trong đó có cả việc đóng vai một anh lính trong một đội quân đông đến 100000 người trong một bộ phim bom tấn Taegeukgi Hwinallimyeo (태극기 휘날리며) và phải đi bán kẹo cao su ở ga tàu điện ngầm.
Lúc bán kẹo, vì gương mặt của Jaejoong trông không giống như những đứa trẻ phải lao động từ sớm, khiến một số người lầm tưởng anh là kẻ trộm cắp và họ đã đối xử với anh rất tệ. Lang thang suốt ngày với mong muốn là sẽ bán được hết số kẹo, có lần vì tuyệt vọng, anh quyết định vào làm nhân viên trong một siêu thị. Một người phụ nữ làm việc tại đây vì thương cảm cho anh nên đã mua hết số kẹo và khuyên anh không nên đi bán kẹo nữa và đã đưa cho anh 150.000 won. Sau này, Jaejoong chia sẻ rằng: "Kể từ ngày hôm đó, tôi đã hạ quyết tâm cố gắng nhiều hơn nữa để có thể biến giấc mơ của tôi thành hiện thực".
Kim Jaejoong tham gia thử giọng tại SM Entertainment vào năm 2001 và trở thành thực tập sinh vào cùng năm.

## Sự nghiệp

### Ca hát
Ngày 26 tháng 12 năm 2003, anh ra mắt cùng TVXQ trong một buổi diễn của BoA và Britney Spears. Bên cạnh hoạt động trong nhóm, Kim Jaejoong cũng hoạt động đơn lẻ. Anh thể hiện ca khúc "Insa" (인사 Greeting), cho nhạc nền phim A Millionaire's First Love.
Jaejoong cũng hợp ca với CSJH The Grace cho ca khúc "Just for One Day", xuất hiện trong đĩa đơn tiếng Nhật thứ năm và album ra mắt của họ, Graceful 4.
Kim Jaejoong thể hiện ca khúc "Maze" trong đĩa đơn thứ năm và cuối cùng của dự án Trick, "Keyword/Maze". Anh cũng viết nhạc và lời bài "Wasurenaide" (忘れないで lit. Đừng quên) trong đĩa đơn thứ 25 của TVXQ, "Bolero/Kiss the Baby Sky/Wasurenaide". Sau đó bài hát được phát hành trong album tiếng Nhật thứ tư của TVXQ, The Secret Code, cùng với một bài hát khác do anh viết, "9095". Cho album tiếng Hàn thứ tư của TVXQ, Mirotic, Kim Jaejoong viết nhạc và lời ca khúc Don't Cry My Lover (사랑아 울지마).
Tháng 9 năm 2009, anh đã sáng tác và cùng Micky Yoochun song ca ca khúc "Colors - Melody and Harmony". Đây là bài hát chủ đề của lễ kỉ niệm 35 năm chú mèo Hello Kitty và nằm trong đĩa đơn "Colors - Melody and Harmony" được phát hành ngày 23 tháng 9 năm 2009. Đĩa đơn còn bao gồm ca khúc "Shelter", một sáng tác chung của Kim Jaejoong, Yoochun và Junsu
Tháng 12 năm 2010, anh đã sáng tác ca khúc "Nine" nói về quãng đường gắn bó của cả năm thành viên kể từ khi Yoochun vào nhóm.

### Diễn xuất

#### Phim truyền hình
| Năm  | Tên phim               | Vai diễn                     | Nhà đài |
| ---- | ---------------------- | ---------------------------- | ------- |
| 2005 | Banjun Drama           |                              | SBS     |
| 2006 | Vacation               | Himself / Chang Shik         | SBS     |
| 2010 | Hard To Say I Love You | Park Seon-su/Doctor          | Fuji TV |
| 2011 | Protect the Boss       | Cha Mu-won                   | SBS     |
| 2012 | Dr. Jin                | Kim Kyung-tak                | MBC     |
| 2014 | Triangle               | Jang Dong-chul/Heo Young-dal | MBC     |
| 2015 | SPY                    | Kim Seon-woo                 | KBS2    |
| 2017 | Manhole: Feel so good  | Bong Pil                     | KBS2    |

#### Phim điện ảnh
| Năm  | Tên phim         | Vai diễn      |
| ---- | ---------------- | ------------- |
| 2004 | Taegeukgi        | Vai phụ       |
| 2009 | Heaven's Postman | Shin Jae-joon |
| 2012 | Jackal is coming | Choi Hyun     |

#### Lồng tiếng
| Năm  | Tên phim           | Vai trò          | Nhà đài |
| ---- | ------------------ | ---------------- | ------- |
| 2013 | The Zoo Is Alive 2 | Người dẫn truyện | MBC     |

## Đời tư

### Thân thế
Vào ngày 21 tháng 9 năm 2006, một người đàn bà họ Han đã đến văn phòng tư vấn luật Seoul và khẳng định rằng bà ta là mẹ đẻ của Kim Jae-joong, thành viên của nhóm TVXQ và khuyên răn pháp luật hãy trao cho bà ta quyền và nghĩa vụ của người mẹ ruột đối với Jaejoong.
Bà Han đã nhẫn tâm bỏ rơi Jaejoong khi anh ấy còn là một đứa trẻ mới chập chững biết đi, đồng thời từ bỏ quyền lợi chăm sóc con cái. Gần đây bà ta mới ngỡ ngàng được biết rằng, Jaejoong đã được nhận nuôi bởi một gia đình khác từ khi anh còn nhỏ. Một cuộc thử nghiệm ADN đã được thực hiện để xác thực lời nói của bà Han. Có rất nhiều những lời bình luận quanh sự việc này, nhưng theo như luật pháp, cho dù lời nói của bà Han có là sự thật thì bà ta vẫn không được quyền công nhận Jaejoong là con đẻ. Nguyên do khiến bà Han không thể tiếp tục đảm nhận quyền và nghĩa vụ của một người mẹ ruột đối với Jaejoong là:
1. Người cha nuôi của Jaejoong, ông Kim sau khi nhận anh về nuôi đã đặt cho anh một cái tên mới, Kim Jaejoong và công nhận anh là một phần trong gia đình của ông ấy. Kể từ đó, Jaejoong đã bỏ cái tên "Han Jae-joon" đi và liên tục khẳng định rằng anh chỉ muốn sống hạnh phúc bên cha mẹ nuôi của mình chứ không hề muốn đi gặp lại mẹ ruột của mình, người phụ nữ đã bỏ rơi mình năm xưa.
2. Nếu như những lời khai của bà Han tại phiên tòa xét xử chẳng may bị các công tố viên tố cáo là "giả dối", thì lúc đó bà ta sẽ phải đối diện với mức án 10 năm tù giam về tội Giả danh mẹ ruột để bắt cóc trẻ em.
Để làm rõ mọi chuyện, Jaejoong đã chia sẻ rằng hai năm trước đây, khi được biết về việc bản thân mình còn có người mẹ ruột là bà Han, anh thực sự rất sốc vì biết rằng bà ta vẫn còn sống chứ không phải là đã chết như anh đã tiết lộ với công chúng không lâu trước đó. Jaejoong đã tuyên bố thẳng thừng rằng anh sẽ không bao giờ liên lạc hay gặp lại bà Han, và anh không hề coi người phụ nữ "bạc tình bạc nghĩa" đó là mẹ của mình nữa. Jaejoong nói rằng, anh chỉ muốn sử dụng cái tên "Kim Jaejoong" do cha nuôi đặt cho chứ không sử dụng cái tên "Han Jae-joon" do mẹ đẻ đặt cho anh nữa.

### Bị thương
Tháng 9 năm 2005, trong khi điều chỉnh vũ đạo cho "Rising Sun", Kim Jaejoong bị vỡ sụn đầu gối và được đưa tới một bệnh viện ở Seoul. Anh được phẫu thuật trong ngày hôm đó để điều trị vết thương.

### Bị treo bằng lái xe
Ngày 7 tháng 4 năm 2006, lúc 01:20 sáng, Kim Jaejoong bị cảnh sát giữ lại trên chiếc BMW của một người quen khi đang về nhà từ Khách sạn Renaissance. Qua kiểm tra, nồng độ cồn trong hơi thở của anh được tiết lộ là 0.071%. Sau khi bị giữ tại đồn cảnh sát 20 phút, anh được thả. Do vi phạm luật giao thông, say rượu trong khi điều khiển ô tô, Kim Jaejoong bị đình chỉ tạm thời mọi hoạt động với TVXQ và bị treo bằng lái xe 100 ngày.

### Vụ kiện SM Entertainment
Cuối tháng 7 năm 2009, Kim Jaejoong cùng hai thành viên của TVXQ: Micky Yoochun, và Xiah Junsu— cùng ký vào đơn kiện gửi lên toà án Seoul để phá vỡ hiệu lực của bản hợp đồng giữa họ với SM Entertainment. Qua luật sư, các thành viên chỉ ra rằng, hợp đồng 13 năm thực sự quá dài và tiền thù lao nhóm được hưởng quá ít so với công sức họ bỏ ra. Nếu thua kiện, theo hợp đồng, đơn phương phá bỏ hợp đồng trước thời hạn, nhóm sẽ phải đền bù gấp 3 lần số lợi nhuận dự kiến thu được từ nhóm cho phần còn lại của hợp đồng, ước tính khoảng hơn 100 tỉ won (100 triệu đô la). Vụ kiện khiến cổ phiếu của SM Entertainment giảm xuống 30% trên sàn KOSPI.
Toà án Trung tâm quận Seoul đưa ra phán quyết cuối cùng nghiêng về phía Kim Jaejoong, Junsu và Yoochun. Toà cũng chỉ ra rằng bản hợp đồng thiếu công bằng và các thành viên không được hưởng lợi nhuận xứng đáng với công sức bỏ ra. Trong quá trình vụ việc còn diễn biến phức tạp, 3 thành viên đã được chấp nhận tạm hoãn hợp đồng với SM và tách ra hoạt động riêng lẻ.

### Nghĩa vụ quân sự
Jaejoong chính thức nhập ngũ vào ngày 31 tháng 3 năm 2015 và đã xuất ngũ vào ngày 31 tháng 12 năm 2016.

### Trò đùa ngày cá tháng 4 gây tranh cãi
Vào ngày 1 tháng 4 năm 2020, trong thời gian Đại dịch COVID-19, Kim Jaejoong đã đăng một bài gây tranh cãi trên Instagram và nói rằng mình đã dương tính với COVID-19, nhưng sau đó anh đã sửa lại bài viết với nội dung nói về sự vô tâm của nhiều người với COVID-19 dù đã có rất nhiều thông tin cảnh báo: "Những người thân yêu xung quanh, một người mình yêu quý đã nhiễm virus? Đây là một chuyện rất đau lòng. Dù thế vẫn cứ vô tâm.. Vẫn nghĩ không thể là mình đâu", Jaejoong muốn dùng chính bản thân để thu hút sự chú ý và gây nên nỗi sợ hãi với mong muốn mọi người sẽ cẩn trọng hơn với dịch bệnh, đồng thời khẳng định mình không hề đùa giỡn: "Thật sự.. Tôi không bao giờ nghĩ đây là trò đùa ngày cá tháng tư đâu. Gia đình và bạn bè tôi đang bệnh.. đang cận kề cái chết..", "Tôi muốn nói với mọi người bảo vệ bản thân chính là đang bảo vệ cho những người mà mình yêu quý". Anh cũng nói sẽ chịu hoàn toàn trách nhiệm về những gì mình đã đăng tải và hy vọng mọi người sẽ luôn khỏe mạnh.
Theo lời ông Yoon Taeho – người đứng đầu Trụ sở an toàn và phòng chống thiên tai: "Trường hợp cung cấp sai thông tin cho chính phủ hoặc cơ quan dịch tễ sẽ bị xử phạt theo luật về phòng chống và quản lý bệnh truyền nhiễm. Tuy nhiên, trường hợp này không vi phạm cả hai điều trên".  Do đó, sẽ là rất khó để luận tội lời nói (bị cho là) trêu đùa này của anh bởi chúng mang đầy đủ những khuyến cáo, thông tin đúng về Corona.

## Danh sách đĩa hát

### Album phòng thu
| Tên  | Chi tiết | Thứ hạng cao nhất | Thứ hạng cao nhất | Thứ hạng cao nhất | Tiêu thụ                      |
| Tên  | Chi tiết | KOR               | JPN               | US World          | Tiêu thụ                      |
| ---- | --- | ----------------- | ----------------- | ----------------- | ----------------------------- |
| WWW  | - Ngày phát hành: 29 tháng 10, 2013 - Album tái phát hành: 화장을 지우다 (Removing My Makeup), phát hành 20 tháng 1, 2014 - Hãng đĩa: C-JeS Entertainment, A&G Modes - Định dạng: CD, tải kỹ thuật số | 1                 | 4                 | —                 | - Hàn: 182,940 - Nhật: 18,828 |
| No.X | - Ngày phát hành: 12 tháng 2, 2016 - Hãng đĩa: C-JeS Entertainment, LOEN Entertainment - Định dạng: CD, tải kỹ thuật số                                                                               | 1                 | 8                 | 3                 | - Hàn: 85,420 - Nhật: 19,930  |

### EP
| Tên | Chi tiết | Thứ hạng cao nhất | Thứ hạng cao nhất | Thứ hạng cao nhất | Tiêu thụ                      |
| Tên | Chi tiết | KOR               | JPN               | US World          | Tiêu thụ                      |
| --- | --- | ----------------- | ----------------- | ----------------- | ----------------------------- |
| I   | - Ngày phát hành: 13 tháng 1, 2013 - Album tái phát hành: Y, phát hành 26 tháng 2, 2013 - Hãng đĩa: C-JeS Entertainment, A&G Modes - Định dạng: CD, trực truyến | 1                 | 8                 | 2                 | - Hàn: 210,074 - Nhật: 31,753 |